# Kyrkheddinge
Kyrkheddinge is een plaats in de gemeente Staffanstorp in het Zweedse landschap Skåne en de provincie Skåne län. De plaats heeft 251 inwoners (2005) en een oppervlakte van 38 hectare. Kyrkheddinge ligt ongeveer drie kilometer ten oosten van de plaats Staffanstorp en de plaats wordt geheel omringd door landbouwgrond (vooral akkers). In de plaats ligt de kerk Kyrkheddinge kyrka de oudste delen van deze kerk stammen uit de 12de eeuw, maar sindsdien is de kerk nog wel een aantal keren uitgebreid.

## Verkeer en vervoer
Langs de plaats loopt de Riksväg 11.